# 王晃三
王晃三（1941年5月8日—）， 彰化縣彰化市人，阿拉巴马大学應用統計博士、曾於中原大學任教並擔任多項行政職務，也曾擔任中華民國品質學會理事長。
王晃三教授全家皆為基督徒，其妻連紫微、長子王子健、長女王子恩、次子王子泰，次子已於於1996年5月31日因車禍逝世。
與妻長期投入基督教事務，並参與監獄福音，輔導受刑人 的生命與更新。
其曾主編品質管制月刊、創設品管研究會，並獲頒中華民國品質學會個人品管獎、美國傅爾布萊特交換學人獎助、國科會優等研究獎助。並在1995年獲遴選為國際品質研究院院士。現在委身於中原台福基督教會進行青年事工，並擔任執事會主席，也同時為約書亞管理學院品格教育團隊的一員，常常往來於兩岸四地進行演講、輔導企業以及領袖品格造就方面。
近年熱衷於品格教育，積極研究與思考如何將品格落實與生活中。經常在台灣與中國兩地教導品格的養成。

## 主要著作
- 周逸衡、王晃三、陳盈穎、李長洽、邱世寬、易青雲、黃騰章(1992)。大學募款之相關研究。教育部高教司委託專案報告。桃園：私立中原大學企業管理研究所。